# Real Balompédica Linense
La Real Balompédica Linense, S. A. D. es un club de fútbol español de la ciudad de La Línea de la Concepción, Cádiz, Andalucía, España. Actualmente milita en el Grupo 4 de la Segunda Federación.
La entidad fue fundada el 4 de enero de 1921, aunque empezó a competir de manera oficial en el año 1921. Un año después, en 1922, el que fuera secretario del club, Cristóbal Becerra, solicitó el título de «Real», que le fue otorgado ese mismo año por el Rey Alfonso XIII.

## Historia

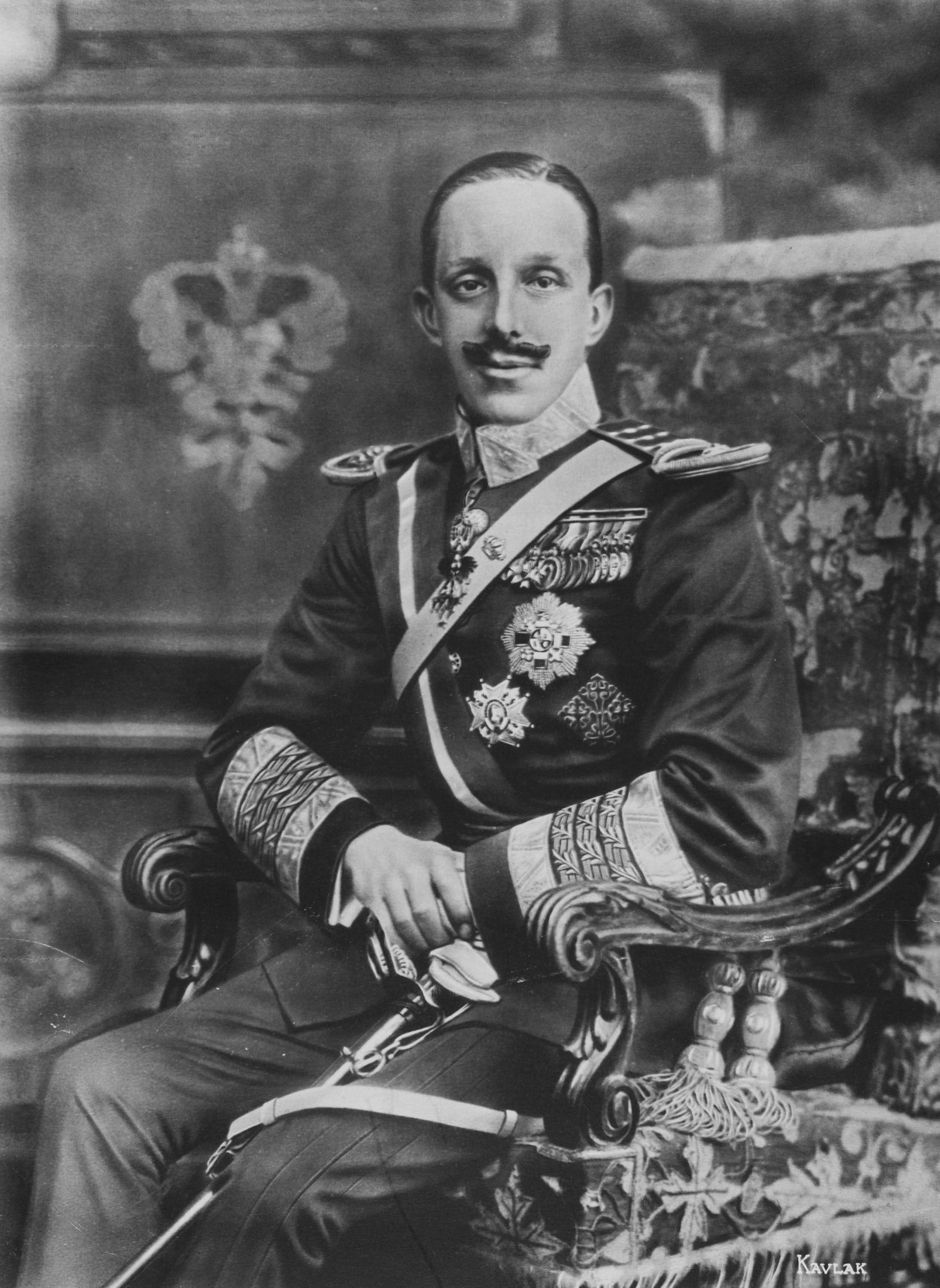
El Rey Alfonso XIII otorgó el título de «Real» al club.

### Fundación y primeros años
Según los anuarios federativos, se fundó el 4 de enero de 1912 (fecha que el club considera como la del aniversario). El primer partido oficial que jugó fue frente al C.D. Málaga, al que se ganó por una diferencia de 8 goles. Posteriormente obtuvo el título de Real por parte del Rey Alfonso XIII. En la eliminatoria de la Copa de esa misma temporada, celebrada en Granada, volvió a ser el C.D. Málaga el rival de la Balona; esta vez el marcador quedó en un 3 a 0, y el club linense quedó Campeón Regional.
En el año 1929, y a petición de distintos clubes marroquíes (entonces zona francesa y protectorado español), dada la gran popularidad que el equipo había tomado, fue invitado a hacer una gira jugando con los clubes más prestigiosos de aquella zona, todos los cuales fueron vencidos por amplios márgenes de goles. Como dato curioso, en un partido jugado contra el Empire francés, este equipo le entregó la copa que se tenía que disputar antes del comienzo del encuentro.
Otro partido histórico fue el que se jugó contra el Racing F.C. de Córdoba en la temporada 1935-36 en la que la Real Balompédica Linense ganó por 22 goles a 0.
En año 1932, la Marquesa de Marzales fue nombrada madrina del club, gracias a que realizó distintas donaciones económicas.

### La Segunda División
Bajo la presidencia de Antonio Belizón Misa el equipo ascendió a Segunda división en la campaña 1948-49. La temporada 1949-50 fue la primera en Segunda División. 
En las seis temporadas que el club permaneció en la categoría de plata, el equipo se movió en la zona media de la clasificación, siendo un noveno puesto su mayor logro en la temporada 1950-51. Finalmente, y tras una desastrosa temporada 1954–55 el equipo consumó su descenso a la Tercera División.

### Vuelta a Tercera División
Tras alcanzar la cota más alta de su historia, el club entró en su particular travesía por el desierto de la Tercera División, a pesar de realizar grandes temporadas e incluso proclamarse campeón en dos ocasiones, el sueño de la Segunda división se escapa una y otra vez, tocando fondo en la temporada 1975-76 con el descenso a Regional Preferente, por suerte, el infierno de la Regional solo dura un año y el equipo vuelve a ascender en la misma temporada. El ansiado ascenso a Segunda B estaría por venir y con ello el final de esta larga travesía.

### Ascenso a Segunda división B
Tras cinco temporadas de intentos con distinta suerte, el 19 de junio de 1983, el club linense lograría llegar a la tierra prometida de la Segunda B, tras una exitosa campaña en la que el equipo obtuvo el primer puesto, la S.D. Eibar fue el rival de los de Jaco Zafrani en la eliminatoria final por el ascenso, tras ganar con solvencia por 3-1 en el Municipal, la derrota por 1-0 en Ipurúa fue suficiente para lograr el deseado ascenso. Aquí se iniciaría la etapa más exitosa de la historia moderna blanquinegra, nada más y nada menos que una década en la categoría de bronce del fútbol español. La temporada 1985-86 estuvo a punto de ascender a Segunda División, el club se marcó una temporada increíble con un balance en casa de 17 victorias, 2 empates y ninguna derrota, pero un balance fuera de casa de tan solo 3 victorias únicamente serviría para acabar en segunda posición a tan solo un punto del primer puesto que, por aquel entonces, daba el ascenso a Segunda División de manera automática. El punto álgido de estos diez años fue la liguilla de ascenso a Segunda división. Tras una fenomenal temporada regular, el equipo dirigido por "Baby" logró un meritorio cuarto puesto, el equipo se vio encuadrado con la U.D. Salamanca, el Villarreal C.F. y el Girona F.C. Fue un grupo bastante igualado, y una fatídica acción del árbitro en el Madrigal le costó el partido a los albinegros y con ello el sueño del ascenso. Al año siguiente, se consumó el descenso a la Tercera División , y se volvió al infierno.

### De nuevo a Segunda división B
Aquel equipo entrenado en un principio por Rafael Escobar y luego por Argimiro Márquez en tándem con Gabriel Navarro "Baby", logró el título de campeón de tercera, y con ello la clasificación para la liguilla de ascenso, Hellín Deportivo, U.D. Maracena y S.P. Villafranca fueron los rivales albinegros y el 30 de junio de 1999, en el Estadio Municipal y ante el Hellín, el resultado de 2-2 daba el ascenso a los balonos y la afición vivió una de las noches más recordadas en la memoria albinegra. Tres temporadas duró esta nueva andadura en la categoría de bronce y ante el Mallorca B en la ciudad insular, una derrota consumaba el nuevo descenso a tercera.

### A la cuarta fue la vencida
Tras el fatídico encuentro de Palma, comenzó una inquietante temporada en la que el club no peleó por objetivo alguno, esta situación dio un vuelco en la temporada 2003–2004, llegó a la presidencia Alfredo Gallardo y con él una serie de intentonas sin éxito de ascender de nuevo. Son recordadas las eliminatorias ante Díter Zafra, Mérida o Granada, en las que el equipo blanquinegro quedó apeado del sueño del ascenso de manera injusta. Hasta que llegó la temporada 2007–2008 y el equipo linense, tras una temporada de menos a más, logró clasificarse de nuevo para las eliminatorias de ascenso, primero el C.D. Anguiano, al que se eliminó gracias al valor de los goles fuera tras un 1-0 en casa y un 2-1 favorable a los riojanos en Anguiano, y luego el C.D. Mirandés, al que se doblegó de nuevo gracias a la normativa de los goles fuera, 1-1 en casa y 3-3 en Burgos, fueron los escollos que superó el club albinegro para lograr un nuevo ascenso, a la Segunda B 2008-09. El sueño duró solo un año, y un comienzo desastroso hizo inútil la gran segunda vuelta de los de "Baby", de esta temporada en Segunda B son destacables los dos partidos ante el Cádiz C. F., al que se venció por 1-2 en el Ramón de Carranza y con el que se empató en La Línea.

### Centenario en 2.ªB
Tras el descenso de 2009, el objetivo estaba claro: volver a la Segunda B lo antes posible. Tras una primera temporada de más a menos; en la que el equipo, tras un inicio espectacular de campaña donde alcanzó el liderato durante varias jornadas, acabó apeado de las eliminatorias de ascenso. Momento destacable de esta temporada fue la histórica goleada al eterno rival, el Algeciras C.F., por 6 a 3. Pero la estancia en Tercera División acabó al año siguiente. De la mano de Rafael Escobar, la Balona conquistó el título y, tras recibir un histórico pasillo por parte del Algeciras C.F., se clasificó para las eliminatorias de ascenso a Segunda B. El rival, el C.D. Tudelano, campeón del grupo navarro. Tras caer en el Estadio José Antonio Elola de Tudela por un engañoso resultado de 1 a 0, el partido de vuelta en el Municipal de La Línea fue una gran fiesta para la afición blanquinegra. Los goles de David Hernández, Domingo y Copi por partida doble firmaron el 4 a 0 final y el delirio en las gradas. 
Bajo el mandato de Alfredo Gallardo, el club se dio a conocer aún más por su solvencia económica, llegando a pagar nóminas a sus jugadores con hasta tres y cuatro meses de adelanto.
La Real Balompédica Linense jugó en la temporada de su centenario en Segunda B, categoría en la que ocupó la segunda posición tras las primeras diecinueve jornadas de la competición, misma posición en la que acabó la liga regular. En el playoff de ascenso a la Liga Adelante consiguió llegar a la segunda ronda eliminando al S.D. Amorebieta con los resultados de 1-1 en el País Vasco y 2-1 en el Estadio Municipal de La Línea. En el sorteo realizado para la segunda ronda quedó emparejado con el C.D. Tenerife, el rival más fuerte de los que había en el bombo. El partido de ida disputado en el Municipal terminó 0-1 y la vuelta en el Heliodoro Rodríguez López, 3-2.
En el año 2012, con motivo de la celebración del centenario del club, este recibió la Medalla de Oro de la Real Federación Andaluza de Fútbol.

### Conversión en SAD y debut en Primera RFEF
El 14 de febrero de 2020, los socios de la Balona aprueban en asamblea el inicio del proceso que pretende convertir al equipo en una sociedad anónima deportiva. En palabras del presidente Pandalone: «Para eso hemos dado este paso, para poder subir nuestro presupuesto y hacer una Balona grande».
El 29 de agosto de 2021 fue el día elegido para debutar en la recién creada Primera Federación. El rival fue el Real Madrid Castilla Club de Fútbol, entrenado por Raúl González Blanco. Se consiguió ganar 2-1 tras remontar un tanto inicial del filial madridista.

## Uniforme
Los colores actuales de las equipaciones para la temporada 2025/26 son:
- Uniforme titular: Camiseta blanquinegra a rayas verticales, pantalón y medias negras.
- Uniforme suplente: Camiseta arena con franja vertical marrón y negra en la parte izquierda, pantalón blanco y medias negras.
- Uniforme alternativo: Camiseta rosa con rayado vertical negro, pantalón y medias negras..
- Marca deportiva: Hummel
- Patrocidador principal: Lotus

| Primera | (Ver evolución) | Actual |

## Símbolos

### Escudo
El escudo del club se compone de un blasón circular formado por dos círculos concéntricos en negro, en un campo de plata aparecen dos castillos (Santa Bárbara y San Felipe) unidos (Línea de Contravalación) en oro cruzado. En la bordura se lee la leyenda Real Balompédica Linense Cruzados en fondo por dos líneas oblicuas paralelas en sable y al timbre una corona real cerrada por diademas.

### Himno
| El himno oficial del club es el compuesto por José Medina de Vicente aunque la Balona tiene varios cánticos e himnos más, como un pasodoble con letra de Juan Kundomal o las sevillanas escritas por Paco Padilla. El 12 de septiembre de 2019 el club difundió un nuevo vídeo musical titulado "Yo quiero Balona". Tu historial es conocido Este, Oeste, Norte y Sur y valoran tu nobleza, tu coraje, tu grandeza y el honor del andaluz. Blanca y negra es tu bandera empapada de sudor de los once jugadores que defienden tus colores derrochando pundonor. (Estribillo) ¡Balona, Balona! ¡Arriba mi Balona! ¡Balona, Balona! ¡Arriba mandarás! ¡Balona, Balona! ¡Arriba entre los buenos! ¡Balona, Balona! ¡Arriba quedarás! En los campos que visitas te reciben con temor porque saben que tus hombres hacen respetar tu nombre con su clase y corazón. En tu escudo resplandece la corona de Real y ese don te lo has ganado porque siempre te ha sobrado señorío y dignidad. (Estribillo) ¡Balona, Balona! ¡Arriba mi Balona! ¡Balona, Balona! ¡Arriba mandarás! ¡Balona, Balona! ¡Arriba entre los buenos! ¡Balona, Balona! ¡Arriba quedarás! ¡Balona, Balona! ¡Arriba entre los buenos! ¡Balona, Balona! ¡Arriba quedarás! | Himno del Centenario Para conmemorar el centenario del club, Pepe Infante, máximo responsable de la Asociación Cultural Amantes de la Copla, solicitó a José Luis García Guillermo y a su hermano Juan Carlos (exintegrante de El Último de la Fila y en la actualidad percusionista de Manolo García) que confeccionasen un himno que se acabó convirtiendo en himno oficioso para este Centenario. El himno fue interpretado por Erika Leiva. Historia de un pueblo, equipo señero, que supo en el juego perder y ganar. De blanco y de negro, colores de ensueño y escudo que luce corona real. Cien años de una vida La Línea deportiva todo un ejemplo es tu afición. (Estribillo) Balona, Balona, de mi pasión Balona, Balona, de mi corazón Balona, Balona, de mi pasión Balona, Balona, de mi corazón Soñó con La Aurora, jugó en San Bernardo y llegó a la gloria en el Municipal. Encuentros y hazañas de honores y entrega brindaron a España un fiel campeón. Sentimiento y grandeza de orgullo y nobleza destacó siempre tu pundonor. (Estribillo) Balona, Balona, de mi pasión Balona, Balona, de mi corazón Balona, Balona, de mi pasión Balona, Balona, de mi corazón |

## Instalaciones

### Estadio

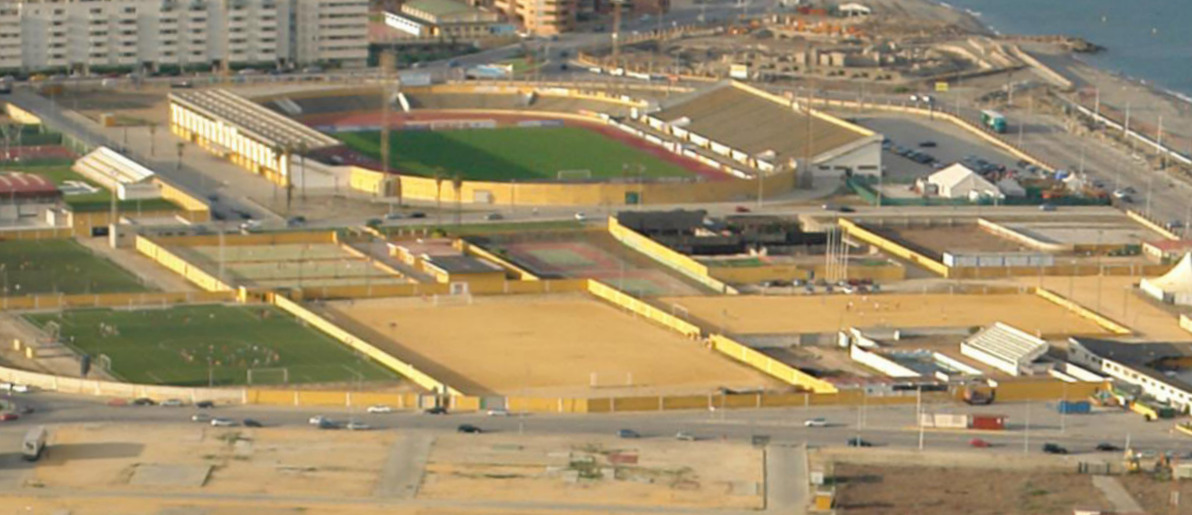
Vista aérea del Estadio Municipal de La Línea de la Concepción.

El estadio oficial de la Real Balompédica Linense es el Estadio Municipal de la Línea. Se construyó en 1969 para un partido que disputó la selección española de fútbol con un moderno diseño que lo dotó de unas notables características técnicas. Con el paso de los años el deterioro de las instalaciones lo hizo incómodo y anticuado.
En una remodelación parcial de sus instalaciones, realizada en el 2003, se acondicionaron los locales pertinentes para ubicar en ellos la sede de la Real Balompédica Linense a la vez que se construyó una cafetería y un restaurante. A mediados de 2009 comenzó la implantación de una superficie de césped artificial, por el cual, el equipo tuvo que disputar su primer encuentro como local en el estadio municipal de Los Barrios.
En el estadio se ubica la sala de trofeos del club, llamada sala de Trofeo Francis Negrón, y las salas de prensa y oficinas.
El aforo de la instalación es aproximadamente de 4.500 espectadores en tribuna, 6.000 en preferencia, y 4.000 en cada fondo; en total aproximadamente 18.500 espectadores.
En el 2010 se presentó un proyecto de rehabilitación de preferencia y fondos de gol del Estadio Municipal por parte del Ayuntamiento de La Línea de la Concepción y la empresa TRN fotovoltaica para que la Real Balompédica Linense pudiera tener unas nuevas instalaciones. Este proyecto fue sustituido en 2011 con la llegada al poder de Gemma Araujo (PSOE) a la Alcaldía del Ayuntamiento, en el que el estadio se rehabilita de forma integral, pero tras encargar un estudio al colegio de arquitectos tumbó el proyecto por decreto alegando que dicho proyecto en ningún momento podría tener un uso comercial debido a las características urbanísticas de la zona.

## Organigrama deportivo

### Plantilla y cuerpo técnico 2024-25
- Los jugadores con dorsales superiores al 26 son, a todos los efectos, jugadores de la Real Balompédica Linense "B" y como tales, podrán compaginar partidos con el primer y segundo equipo. Como exigen las normas de la LFP, los jugadores de la primera plantilla deberán llevar los dorsales del 1 al 25. Del 26 en adelante serán jugadores del equipo filial.
- Los equipos españoles están limitados a tener en la plantilla un máximo de tres jugadores sin pasaporte de la Unión Europea. La lista incluye sólo la principal nacionalidad de cada jugador, algunos de los jugadores no europeos tienen doble nacionalidad de algún país de la UE.

#### Altas
| João Pedro | Carrilero zurdo | C. R. Vasco da Gama | Libre | 0 € |

#### Bajas
| Dani Lavela                | Lateral         | Bandera de ?                           | Libre     | 0 € |
| Nacho Jaúregui             | Mediocampista   | Bandera de ?                           | Libre     | 0 € |
| Serge Leuko                | Defensa         | Nea Salamina Famagusta de Fútbol       | Libre     | 0 € |
| Nacho Miras                | Portero         | KMSK Deinze                            | Libre     | 0 € |
| Mateusz Kania              | Portero         | Bandera de ?                           | Libre     | 0 € |
| Ñito González              | Centrocampista  | Agrupación Deportiva Ceuta Fútbol Club | Libre     | 0 € |
| Gabriel Chironi            | Centrocampista  | Bandera de ?                           | Libre     | 0 € |
| Santiago Samanes Bonito    | Centrocampista  | Sociedad Deportiva Logroñés            | Libre     | 0 € |
| Leandro Martínez Ortiz     | Delantero       | Sestao River Club                      | Libre     | 0 € |
| Momodou Cham               | Centrocampista  | Bandera de ?                           | Libre     | 0 € |
| Jorge Djandi               | Defensa         | Bandera de ?                           | Libre     | 0 € |
| Aly Coulibaly              | Centrocampista  | U. D. San Sebastián de los Reyes       | Libre     | 0 € |
| Sergi Fernández Monteverde | Centrocampista  | F. C. Cartagena "B"                    | Libre     | 0 € |
| Iván Martín Gómez          | Delantero       | Bandera de ?                           | Libre     | 0 € |
| Josué Dorrio Ortega        | Delantero       | Sociedad Deportiva Amorebieta          | Libre     | 0 € |
| Alejandro García Sanjorge  | Delantero       | Unión Deportiva Los Barrios            | Libre     | 0 € |
| Óscar Arroyo Font          | Lateral derecho | Club Deportivo Ebro                    | Libre     | 0 € |
| Manuel Toledano Ortiz      | Delantero       | Real Sociedad Deportiva Alcalá         | Cesión    | 0 € |
| Víctor Manuel Mena Coto    | Defensa         | Bandera de ?                           | Rescisión | 0 € |
| Ignacio Heras García       | Delantero       | Bandera de ?                           | Rescisión | 0 € |

### Parcela técnica
Referencia: Entrenadores en BDFutbol
| Temporada                             | Entrenador                                                               |
| ------------------------------------- | ------------------------------------------------------------------------ |
| 1943-44                               | Manuel Olivares                                                          |
| 1949-50                               | José María Cabo Puig J1 - J30 + 3 Copa                                   |
| 1950-51                               | José María Cabo Puig J1 - J28                                            |
| 1951-52                               | Harry Bagge J1 - J30                                                     |
| 1952-53                               | Camilo Liz J1 - J30 + 4 Copa                                             |
| 1953-54                               | José María Cabo Puig J1 - J30                                            |
| 1954-55                               | José María Cabo Puig J1 - J7                                             |
| 1954-55                               | Pedro Gómez Ferrer Pedrín J8 - J9, J28 - 30                              |
| 1954-55                               | Rafael Arnal Lluch J10 - J27                                             |
| 1964-65                               | Juan Arza                                                                |
| 1965-66                               | Juan Vázquez Toledo                                                      |
| 1967-68                               | Antonio Reyes Cano J1 - J30 + 4 Ascenso                                  |
| 1968-69                               | Antonio Reyes Cano J1 - J38                                              |
| 1969-70                               | Juan Vázquez Toledo                                                      |
| 1970-71                               | Paquirrini                                                               |
| 1971-72                               | Paquirrini                                                               |
| 1972-73                               | Paquirrini J1 - J22                                                      |
| 1972-73                               | Santiago Aragón García (jugador-entrenador) J23 - J24                    |
| 1972-73                               | Juan García Balado J25 - J38                                             |
| 1973-74                               | Jaco Zafrani                                                             |
| 1974-75                               | Jaco Zafrani J1 - J37                                                    |
| 1974-75                               | Santiago Aragón García J38 + 3 Promoción de descenso                     |
| 1975-76                               | Gerardo Gatell Valls                                                     |
| 1975-76                               | Diego Mendoza                                                            |
| 1975-76                               | Santiago Aragón García                                                   |
| 1975-76                               | José Campos Rodríguez                                                    |
| 1976-77                               | Juan Antonio Román                                                       |
| 1977-78                               | Joaquín Carreras                                                         |
| 1978-79 / 1979-80 (2 temp. completas) | Juan Antonio Román Castillo                                              |
| 1980-81                               | Manolo Pachón                                                            |
| 1981-82                               | Juan Vázquez Toledo                                                      |
| 1982                                  | Quimet Carreras                                                          |
| 1982-83                               | Jaco Zafrani                                                             |
| 1983-84                               | Enrique Alés J1 - J38 + 4 Copa + 2 Copa de la Liga                       |
| 1984-85                               | Carlos Pacheco Corti J1 - J38                                            |
| 1985-86                               | Carmelo Cedrún J1 - J38 + 4 Copa                                         |
| 1986-87                               | Ignacio Bergara J1 - J4 + 1 Copa                                         |
| 1986-87                               | Juan Manuel Quirós García J5                                             |
| 1986-87                               | Carmelo Cedrún J6 - J42 + 1 Copa                                         |
| 1987-88                               | Carmelo Cedrún J1 - J19 + 4 Copa                                         |
| 1987-88                               | Juan Manuel Quirós García J20                                            |
| 1987-88                               | Antonio Ruiz Cervilla J21 - J38                                          |
| 1988-89                               | José María Martín Doblado J1 - J26 + 2 Copa                              |
| 1988-89                               | Carmelo Cedrún J27 - J38                                                 |
| 1989-90                               | Félix Osman Bendezu Negri J1 - J5                                        |
| 1989-90                               | Argimiro Márquez Peñarrubia J6                                           |
| 1989-90                               | Francisco Gabriel Navarro Baby J7 - J38                                  |
| 1990-91                               | Alvarito J1 - J22, J31 - J38 + 4 Copa                                    |
| 1990-91                               | Juan Manuel Quirós García J23 - J26, J30                                 |
| 1990-91                               | Carlos Pacheco Corti J27 - J29                                           |
| 1991-92                               | Francisco Gabriel Navarro Baby J1 - J38 + 6 Copa + 6 Ascenso             |
| 1992-93                               | Francisco Gabriel Navarro Baby Juan Enrique Díaz Canto J1 - J10 + 2 Copa |
| 1992-93                               | Carlos Pacheco Corti J11 - J23                                           |
| 1992-93                               | Argimiro Márquez Peñarrubia J24 - J38                                    |
| 1993-94 / 1996-97 (4 temp. completas) | Francisco Gabriel Navarro Baby ¿?                                        |
| 1997-98                               | Manolo Cruz                                                              |
| 1998-99                               | Rafael Escobar Obrero J1 - J34                                           |
| 1998-99                               | Argimiro Márquez Peñarrubia J35 - J38 + 6 Ascenso                        |

| Temporada                             | Entrenador                                                          |
| ------------------------------------- | ------------------------------------------------------------------- |
| 1999-00                               | Pedro Buenaventura Ugía J1 - J26 + 1 Copa                           |
| 1999-00                               | Francisco Gabriel Navarro Baby J27 - J38                            |
| 2000-01                               | Francisco Gabriel Navarro Baby J1 - J28, J26 - J38                  |
| 2000-01                               | Felines J19 - J21, J23 - J25                                        |
| 2000                                  | Juan Enrique Díaz Canto José Antonio Rico Charlo                    |
| 2000-01                               | Francisco Gabriel Navarro Baby J1 - J38                             |
| 2001-02                               | Francisco Gabriel Navarro Baby J1 - J38                             |
| 2003-04                               | Diego Rodríguez Fernández J1 - J17                                  |
| 2003-04                               | Francisco Gabriel Navarro Baby J18 - J38 + 2 Ascenso                |
| 2004-05                               | Rafael Escobar Obrero J1 - J27                                      |
| 2004-05                               | Francisco Gabriel Navarro Baby J28 - J35                            |
| 2004-05                               | Raúl Procopio J36 - J40 + 2 Ascenso                                 |
| 2005-06                               | Raúl Procopio J1 - J38 + 2 Ascenso                                  |
| 2006-07                               | Raúl Procopio J1 - J2                                               |
| 2006-07                               | Carlos Ríos J3 - J38                                                |
| 2007-08                               | Carlos Ríos J1 - J18                                                |
| 2007-08                               | Francisco Gabriel Navarro Baby J19 - J38 + 4 Ascenso                |
| 2008-09                               | José Luis Burgueña J1 - J15                                         |
| 2008-09                               | Francisco Gabriel Navarro Baby J16 - J38                            |
| 2008-09                               | David Rico Sustituyó a Baby algunas jornadas                        |
| 2009-10                               | Eduardo Vílchez J1 - J27                                            |
| 2009-10                               | Juan Carlos Añón J28 - J38                                          |
| 2010-11 / 2014-15 (5 temp. completas) | Rafael Escobar Obrero 190 Liga + 7 Copa + 6 Ascenso                 |
| 2015-16                               | Rafael Escobar Obrero J1 - J18 + 5 Copa                             |
| 2015-16                               | Manolo Ruiz J19 - J38                                               |
| 2016-17                               | Manolo Ruiz J1 - J13                                                |
| 2016-17                               | Juan María Sánchez Férnandez J14 - J17                              |
| 2016-17                               | Julio Cobos Moreno J18 - J38                                        |
| 2017-18                               | Julio Cobos Moreno J1 - J35                                         |
| 2017-18                               | Pedro Sánchez de la Nieta J36 - J38                                 |
| 2018-19                               | Jordi Roger Ceballos J1 - J38                                       |
| 2019-20                               | Jordi Roger Ceballos J1 - J17 + 3 Copa Federación                   |
| 2019-20                               | Antonio Calderón Burgos J18 - J28                                   |
| 2020-21                               | Antonio Calderón Burgos J1 - J24 + 1 Copa                           |
| 2021-22                               | Antonio Manuel Ruiz Fernández Romerito J1 - J24 + 1 Copa Federación |
| 2021-22                               | Alberto Monteagudo J25 - J38                                        |
| 2022-23                               | Alberto Monteagudo J1 - J8                                          |
| 2022-23                               | Rafael Escobar Obrero J9 - J31                                      |
| 2022-23                               | Víctor Basadre J32 - J38                                            |
| 2023-24                               | Mere Hermoso J1 - J25                                               |
| 2023-24                               | Antonio Fernández J26 - J38                                         |
| 2024-25                               | Miguel Rivera J1 - J8                                               |
| 2024-25                               | Javi Moreno J9 - ?                                                  |

### Parcela directiva
Los presidentes que ha tenido la Real Balompédica Linense durante su historia han sido los siguientes:
- José Macías
- Manuel Lozano Uceda
- Emilio Sáez
- Agustín Acedo del Olmo
- R. Espinosa
- B. Sánchez
- Doctor Rivera
- Pedro Cobos
- Antonio García
- Martín Serrano
- Antonio Marmolejo
- Juan Ruiz
- García Reina
- Antonio Belizón Misa
- Manuel López
- José Gabaldon Pujalte
- Manuel Gavira Sáenz
- Guillermo León Barba
- Juan Sabán Cabello
- Francisco Medina/Guerra
- Helenio L. Fernández Fontiverio
- Jara Ávila y Esperanza Cosano (gestoras)
- Carlos Urbano
- De la Cámara
- Francisco Granado
- Samuel Fernández
- Manuel Monteagudo Córdoba (1985 - 1992)[97]
- Francisco Becerra Escobar (gestora)[98]
- Víctor León García
- Samuel Fernández
- Nono Aragón
- Juan Machado (16/09/1995 - 17/03/1998)[99]
- Andrés Tomé
- Ángel Serrano
- Andrés Tomé
- Alfredo Gallardo (2003-2018)[100][101][102][103][104][105][106][107]
- Raffaele Pandalone (2018-2023)
- Andrés Roldán (2023-act.)

## Datos del club

### Trayectoria histórica
- 30.º club de fútbol en activo fundado en España: 4 de enero de 1912.
- Clasificación histórica de la Segunda División: 97.º
- Clasificación histórica de la Segunda División B: 28.º
- Clasificación histórica de la Tercera División: 33.º
- Temporadas en 1.ª: 0
- Temporadas en 2.ª: 6
  - Mejor puesto: 9.º (Temporada 1950-51 (Gr. II))
  - Peor puesto: 16.º (Temporada 1954-55 (Gr. II))
- Temporadas en Primera RFEF: 2
- Temporadas en 2ªB: 24
  - Mejor puesto: 2.º (Temporadas 1985-86 (Gr. II) y 2011-12 (Gr. IV))
  - Peor puesto: 18.º (Temporada 1992-93 (Gr. IV))
- Temporadas en Segunda RFEF: 0
  - Mejor puesto:
  - Peor puesto:
- Temporadas en 3.ª: 48
  - Mejor puesto: 1.º (Temporadas 1965-66 (Gr. XI), 1967-68 (Gr. XI), 1982-83 (Gr. IX), 1998-99 (Gr. X) y 2010-11 (Gr. X))
  - Peor puesto: 19.º (Temporada 1975-76 (Gr. IV))
- Temporadas en Tercera RFEF: 0
- Participaciones en Copa del Rey: 32
  - Mejor trayectoria: Dieciseisavos de final (Temporadas 1949-50 y 2015-16)
  - Peor trayectoria: Primera ronda
- Equipo filial: Real Balompédica Linense "B"
- Mayor goleada conseguida:
  - En campeonatos regionales: Racing F.C. de Córdoba 0-22 Real Balompédica Linense (Temporada 1929-30)

## Jugadores
- Debutante más joven: Javi Méndez con 15 años, 9 meses y 8 días (2020-21).[108]
- Máximo goleador: 
  - 113 goles[109][110] - Argimiro Márquez Peñarrubia (77 en 2.ªB, 3 en Promoción de Ascenso a 2.ªB, 25 en Tercera División, 7 en Copa del Rey y 1 en Copa de la Liga de 2.ªB)
108 goles[111][112] - Isaac Luis Chico Copi (1 en Promoción de Ascenso a 2.ª Div., 51 en 2.ªB, 3 en Promoción de Ascenso a 2.ªB, 50 en 3.ª Div. y 3 en Copa del Rey)
61 goles[113] - Juan Pedro Rico Domínguez Juampe (46 en 2.ªB, 14 en Promoción de Ascenso a 2.ªB y Tercera División y 1 en Copa del Rey)
- Portero menos goleado: David Pérez del Río[114]
- Más partidos disputados:

| - - En Segunda División: 140 partidos - Arcadio Virgili Rovira 97 partidos - Francisco López Cachaza 80 partidos - Salvador Gallardo López | - - En Segunda División B: 293 partidos - Ismael Chico 274 partidos - Juampe Rico 273 partidos - José Manuel García | - - En Tercera División: |

| Máximos goleadores | Máximos goleadores          | Máximos goleadores | Más partidos disputados | Más partidos disputados | Más partidos disputados | Más temporadas disputadas | Más temporadas disputadas                               | Más temporadas disputadas |
| ------------------ | --------------------------- | ------------------ | ----------------------- | ----------------------- | ----------------------- | ------------------------- | ------------------------------------------------------- | ------------------------- |
| 1.                 | Argimiro Márquez Peñarrubia | 113 goles          | 1.                      | José Manuel García      | +600 partidos           | 1.                        | José Manuel García / Ismael Chico                       | 16 años                   |
| 2.                 | Isaac Luis Chico Copi       | 108 goles          | 2.                      | Ismael Chico            | 539 partidos            | 2.                        | Juan Manuel Quirós García                               | 14 años                   |
| 3.                 | Juampe Rico                 | 61 goles           | 3.                      | Juampe Rico             | 318 partidos            | 3.                        | ?                                                       | 12 años                   |
| 4.                 | ?                           | ? goles            | 4.                      | Isaac Luis Chico Copi   | 303 partidos            | 4.                        | Salvador Mota / Alberto Torremocha                      | 10 años                   |
| 5.                 | ?                           | ? goles            | 5.                      | Carlos Guerra           | 302 partidos            | 5.                        | José Luis Aparicio / Carlos Guerra / Copi / Juampe Rico | 9 años                    |
| Ver lista completa | Ver lista completa          | Ver lista completa | Ver lista completa      | Ver lista completa      | Ver lista completa      | Ver lista completa        | Ver lista completa                                      | Ver lista completa        |

Nota: En negrita los jugadores activos en el club. Temporadas contabilizadas con ficha del primer equipo.

## Fechas históricas
- Temporada 1948-49: 19 de junio de 1949, único ascenso a Segunda División hasta la fecha.[117]
- Temporada 1982-83: 19 de junio de 1983, primer ascenso a Segunda B en el Estadio Municipal de Ipurúa (Éibar, Guipúzcoa) perdiendo 1-0 contra la Sociedad Deportiva Eibar pero haciendo bueno el resultado de 3-1 obtenido en la ida en el Estadio Municipal de La Línea de la Concepción.[118]
- Temporada 1998-99: 30 de junio de 1999, segundo ascenso a Segunda B en el Estadio Municipal de La Línea de la Concepción empatando 2-2 frente al Hellín Deportivo en la última jornada de su grupo de la Fase de Ascenso y ganando el mismo.[119]
- Temporada 2007-08: 15 de junio de 2008, tercer ascenso a Segunda B en el Estadio Municipal de Anduva (Miranda de Ebro, Burgos) empatando 3-3 frente al Club Deportivo Mirandés haciendo valer la regla del gol visitante después del 1-1 obtenido en el partido de ida.[120][121]
- Temporada 2010-11: 29 de mayo de 2011, cuarto ascenso a Segunda B en el Estadio Municipal de La Línea de la Concepción ganando 4-0 al Club Deportivo Tudelano remontando el 1-0 obtenido en el partido de ida disputado en Estadio Ciudad de Tudela (Tudela, Navarra).[122]
- Copa del Rey 2015-16: 16 de diciembre de 2015, partido de dieciseisavos de final disputado en el Estadio de San Mamés frente al Athletic Club.[123]

## Palmarés

### Torneos nacionales
| Competición Nacional | Títulos                                                                                  | Subcampeonatos                                           |
| -------------------- | ---------------------------------------------------------------------------------------- | -------------------------------------------------------- |
|                      |                                                                                          | 1985-86 (Gr. II) y 2011-12 (Gr. IV).                     |
|                      | 1965-66 (Gr. XI), 1967-68 (Gr. XI), 1982-83 (Gr. IX), 1998-99 (Gr. X) y 2010-11 (Gr. X). | 1955-56 (Gr. XI), 1964-65 (Gr. XII) y 1979-80 (Gr. VII). |

### Ascensos

#### A Segunda División
- Ascensos a Segunda División (1): 1949.

#### A Segunda División B
- Ascensos a Segunda B (4): 1983, 1999, 2008 y 2011.

### Campeonatos regionales
- Copa Andalucía de segunda categoría (2): 1922-23 y 1939-40.[124]

### Trofeos amistosos
- Trofeo Balompédica Linense (9): 1975, 1981, 1983, 1984, 1986, 1990, 2005, 2006, 2007.
- Trofeo Alcalde Villa de Los Barrios (2): 2016,[125] 2018.[126]
- Torneo Mancomunidad[127] (2): 2013,[128] 2015.[129][130][131][132][133]
- Trofeo Ciudad de La Línea (2): 1999,[134] 2021.[135]
- Trofeo Virgen de La Palma (1): 2018.[136]
- Trofeo de la Feria Real de San Roque (1): 2017.[137]
- Trofeo Villa de Estepona (1): 1983.
- Trofeo Ciudad del Torcal (1)
- Trofeo Ciudad de Chiclana (1): 2008.[138]
- Trofeo de la Sal (1): 2014.[139]
- Trofeo de la Vendimia (1): 2015.[140]
- Memorial Luis Márquez Montoya (1): 2013.[141]
- Memorial Alfonso Oliva Herrera (1): 2019.[142]
- Copa Ramón Sánchez Pizjuán (1): 1959-60.[143][144]
- Trofeo Gobernador Militar del Campo de Gibraltar (1): 1963.

### Trofeos individuales
- Máximo goleador de Segunda División (Gr. II): 20 goles - Miquel Xirau i Borrell, empatado con Antonio Pedrero Rodríguez (C. D. Tenerife) (1953-54).
- Máximo goleador de Segunda División B (Gr. II): 15 goles - Argimiro Márquez Peñarrubia, empatado con Luis Alonso Cebada (Algeciras C. F.) (1984-85).
- Portero menos goleado de Tercera División (Gr. X): 32 goles/38 partidos (0.84) - David Pérez del Río (2007-08).
- Máximo goleador de Segunda División B (Gr. IV): 21 goles - David Hernández Chacón (2012-13).
- Máximo goleador de Tercera División (Gr. X): 31 goles - Isaac Luis Chico Copi (2010-11).

## Rivalidades
El rival directo de la Real Balompédica Linense es el Algeciras Club de Fútbol debido a que es un equipo vecino contra el que disputa un derbi comarcal, aunque también rivaliza con el equipo de la capital de provincia, el Cádiz Club de Fútbol. 
30 veces se han enfrentado linenses y gaditanos en partidos ligueros oficiales a fecha de 3 de abril de 2016 cuando se produjo el último enfrentamientos en Liga entre ambos conjuntos (18 partidos en Segunda B y 12 en Tercera), una cifra que ha dado para la historia 13 victorias amarillas, 7 blanquinegras y 10 empates. En Cádiz, los balonos solo han conseguido 1 victoria y 5 empates en 15 encuentros. Para el recuerdo del aficionado queda un Balona 6-1 Cádiz C. F. en la temporada 1948-49, el año que la Balona ascendió por primera vez en su historia a Segunda División. También es recordado el estreno de la Balona en Liga de su estadio el 19 de octubre de 1969, en un partido que finalizó 1-1.
- Resumen contra la U.D. Los Barrios:[150]

### Derbi comarcal
La primera vez que Algeciras C. F. y Balona se vieron las caras en categoría nacional fue el 14 de noviembre de 1943, se disputaba la séptima jornada de Liga del grupo VIII de Tercera División y el Algeciras, que por primera vez militaba en categoría nacional, visitaba a la Balona en el campo de San Bernardo. El encuentro acabó con empate a dos.
Desde entonces se han enfrentado 35 veces en La Línea de la Concepción en Liga en categoría nacional con un balance de 18 victorias locales, 10 empates y 7 victorias visitantes. La Balona anotó 54 goles por 30 del Algeciras en estos partidos. El resultado más repetido en estos partidos es el 1-0 (8 veces). La última vez que coincidieron fue en la temporada 2020-21 de Segunda División B. En esta categoría solamente han coincidido 9 temporadas (1984-85, 1985-86, 1988-89, 2000-01, 2001-02, 2013-14, 2015-16, 2019-20 y 2020-21) de las 44 totales que se disputaron.
Comparativa entre los dos equipos
|                                           | Real Balompédica Linense         | Algeciras Club de Fútbol         |
| ----------------------------------------- | -------------------------------- | -------------------------------- |
| Año de fundación                          | 4 de enero de 1912               | 27 de octubre de 1912            |
| Temporadas en Segunda División            | 6                                | 9                                |
| Campeonatos de Segunda División           | -                                | -                                |
| Temporadas en Primera Federación          | 2                                | 2                                |
| Campeonatos de Primera RFEF               | -                                | -                                |
| Temporadas en Segunda División B          | 24                               | 18                               |
| Campeonatos de Segunda División B         | 0                                | 1                                |
| Temporadas en Segunda Federación          | -                                | -                                |
| Campeonatos de Segunda RFEF               | -                                | -                                |
| Temporadas en Tercera División            | 48                               | 44                               |
| Campeonatos de Tercera División           | 5                                | 7                                |
| Mejor participación en la Copa del Rey    | 1/16 de final (1949-50, 2015-16) | 1/16 de final (2003-04, 2013-14) |
| Mejor participación en la Copa Federación | 1/4 de final (1999-00, 2019-20)  | 1/4 de final (2002-03)           |
| Capacidad del estadio                     | 10 000                           | 7 200                            |

- Resumen contra el Algeciras C.F.:[153][154][155][156]

| Competición                | Lugar | PJ | G  | E  | P  | G.BAL | G.ALG | +/- |
| -------------------------- | ----- | -- | -- | -- | -- | ----- | ----- | --- |
| Primera División           | -     | 0  | 0  | 0  | 0  | 0     | 0     | 0   |
| Segunda División           | -     | 0  | 0  | 0  | 0  | 0     | 0     | 0   |
| Primera Federación         |       |    |    |    |    |       |       |     |
| Algeciras                  | 2     | 0  | 0  | 2  | 0  | 2     | -2    |     |
| La Línea                   | 1     | 0  | 0  | 1  | 0  | 4     | -4    |     |
| Total                      | 3     | 0  | 0  | 3  | 0  | 6     | -6    |     |
| Segunda División B         |       |    |    |    |    |       |       |     |
| Algeciras                  | 9     | 1  | 2  | 6  | 8  | 14    | -6    |     |
| La Línea                   | 8     | 3  | 4  | 1  | 4  | 1     | +3    |     |
| Total                      | 17    | 4  | 6  | 7  | 12 | 15    | -3    |     |
| Tercera División           |       |    |    |    |    |       |       |     |
| Algeciras                  | 26    | 5  | 8  | 13 | 30 | 44    | -14   |     |
| La Línea                   | 26    | 15 | 6  | 5  | 50 | 25    | +25   |     |
| Total                      | 52    | 20 | 14 | 18 | 80 | 69    | +11   |     |
| Resumen Categoría Nacional |       |    |    |    |    |       |       |     |
| Algeciras                  | 37    | 6  | 10 | 21 | 38 | 60    | -22   |     |
| La Línea                   | 35    | 18 | 10 | 7  | 54 | 30    | +24   |     |
| Total                      | 72    | 24 | 20 | 28 | 92 | 90    | +2    |     |
| Copa del Rey               |       |    |    |    |    |       |       |     |
| Algeciras                  | 0     | 0  | 0  | 0  | 0  | 0     | 0     |     |
| La Línea                   | 3     | 1  | 0  | 2  | 6  | 6     | 0     |     |
| Total                      | 3     | 1  | 0  | 2  | 6  | 6     | 0     |     |
| Copa Federación            |       |    |    |    |    |       |       |     |
| Algeciras                  | 3     | 1  | 1  | 1  | 3  | 7     | -4    |     |
| La Línea                   | 3     | 2  | 0  | 1  | 8  | 6     | +2    |     |
| Total                      | 6     | 3  | 1  | 2  | 11 | 13    | -2    |     |
|                            | TOTAL | 81 | 28 | 21 | 32 | 109   | 109   | +0  |

Enfrentamientos en el siglo XXI
| N.º | Temporada | Jornada  | Categoría                 | Estadio            | Resultado    |
| --- | --------- | -------- | ------------------------- | ------------------ | ------------ |
| 81  | 2022-23   | 15       | Primera Federación        | Nuevo Mirador      | 1-0          |
| 80  | 2021-22   | 26       | Primera RFEF              | Nuevo Mirador      | 1-0          |
| 79  | 2021-22   | 4        | Primera RFEF              | Estadio Municipal  | 0-4          |
| 78  | 2020-21   | 17       | 2.ª División B            | Estadio Municipal  | 0-1          |
| 77  | 2020-21   | 8        | 2.ª División B            | Nuevo Mirador      | 1-1          |
| X   | 2019-20   | 35       | 2.ª División B            | Estadio Municipal  | X            |
| 76  | 2019-20   | 16       | 2.ª División B            | Nuevo Mirador      | 2-0          |
| -   | 2018      | -        | Amistoso                  | Estadio Municipal  | 1-0          |
| -   | 2018      | Ed. XXVI | Trofeo Virgen de La Palma | Nuevo Mirador      | 0-1          |
| -   | 2016      | Ed. IV   | Trofeo Mancomunidad       | Nuevo Mirador      | 2-0          |
| 75  | 2015-16   | 24       | 2.ª División B            | Estadio Municipal  | 1-0          |
| 74  | 2015-16   | 5        | 2.ª División B            | Nuevo Mirador      | 1-0          |
| -   | 2015      | Ed. III  | Trofeo Mancomunidad       | Estadio Municipal  | 2-1          |
| -   | 2014      | Ed. II   | Trofeo Mancomunidad       | Estadio San Rafael | 1-0          |
| 73  | 2013-14   | 33       | 2.ª División B            | Nuevo Mirador      | 2-0          |
| 72  | 2013-14   | 14       | 2.ª División B            | Estadio Municipal  | 1-0          |
| -   | 2011      | Ed. XIX  | Trofeo Virgen de La Palma | Nuevo Mirador      | 0-0 (5-4 p.) |
| 71  | 2010-11   | 36       | 3.ª División              | Estadio Municipal  | 0-1          |
| 70  | 2010-11   | 17       | 3.ª División              | Nuevo Mirador      | 0-2          |
| 69  | 2009-10   | 24       | 3.ª División              | Nuevo Mirador      | 0-0          |
| 68  | 2009-10   | 5        | 3.ª División              | Estadio Municipal  | 6-3          |
| -   | 2007      | -        | Amistoso                  | Estadio Municipal  | 3-2          |
| 67  | 2006-07   | 32       | 3.ª División              | Nuevo Mirador      | 2-2          |
| 66  | 2006-07   | 13       | 3.ª División              | Estadio Municipal  | 1-0          |
| 65  | 2001-02   | 35       | 2.ª División B            | Estadio Municipal  | 0-0          |
| 64  | 2001-02   | 16       | 2.ª División B            | Nuevo Mirador      | 1-0          |
| 63  | 2000-01   | 33       | 2.ª División B            | Estadio Municipal  | 0-0          |
| 62  | 2000-01   | 14       | 2.ª División B            | Nuevo Mirador      | 3-2          |

## Filmografía
- Reportaje Canal+ (01/06/2012), «Club de Fútbol: 'Real Balompédica Linense'»[188] en YouTube.
- Especial 150 Aniversario de La Línea de la Concepción, Memorias en blanco y negro: La Línea con su Balona
- Reportaje Footters, 'La Balona, una locura del Levante' en YouTube.